# Trefor Evans
Pour les articles homonymes, voir Evans.
Trefor Pryce Evans est né le 26 novembre 1947 à Chorley, Lancashire (Angleterre). C’est un ancien joueur de rugby à XV, qui a joué avec l'équipe du Pays de Galles de 1975 à 1977, évoluant au poste de troisième ligne aile. 

## Carrière
Il a disputé son premier test match le 18 janvier 1975, contre l'équipe de France, et son dernier test match fut contre l'équipe d'Irlande, le 15 janvier 1977.
Evans a disputé un test match avec les Lions britanniques en 1977 (contre les All-Blacks).

## Palmarès
- Sélections en équipe nationale : 10
- Sélections par année : 5 en 1975, 5 en 1976
- Tournois des Cinq Nations disputés : 1975, 1976
- Vainqueur du tournoi des cinq nations en: 1975, 1976
- Grand Chelem en 1976